# Angelica (villa)
Angelica es una villa ubicada en el condado de Allegany en el estado estadounidense de Nueva York. En el año 2000 tenía una población de 903 habitantes y una densidad poblacional de 162 personas por km².

## Geografía
Angelica se encuentra ubicada en las coordenadas 42°18′23″N 78°1′7″O / 42.30639, -78.01861.

## Demografía
Según la Oficina del Censo en 2000 los ingresos medios por hogar en la localidad eran de $32 734, y los ingresos medios por familia eran $37 500. Los hombres tenían unos ingresos medios de $27 440 frente a los $20 893 para las mujeres. La renta per cápita para la localidad era de $15 486. Alrededor del 12.5% de la población estaban por debajo del umbral de pobreza.